# Бармаш, Рафаил Аронович
Рафаил Аронович Бармаш (15 августа 1907 года, м. Стеблёв, Каневский уезд, Киевская губерния — 5 октября 1959 года, Краснодар) — советский военный деятель, полковник (1944 год).

## Начальная биография
Рафаил Аронович Бармаш родился 15 августа 1907 года в местечке Стеблёв, ныне посёлке городского типа Корсунь-Шевченковского района Черкасской области Украины.
Работал на сахарном заводе в местечке Смела.

## Военная служба

### Довоенное время
25 сентября 1929 года призван в ряды РККА и направлен на учёбу в Киевскую пехотную школу имени Рабочих Красного Замоскворечья, а с 1931 года одновременно учёбу на факультете заочного обучения Военной академии имени М. В. Фрунзе. После окончания Киевской пехотной школы в 1932 году остался в ней и служил на должностях командира взвода и роты.
В сентябре 1938 года Р. А. Бармаш зачислен слушателем 2-го курса основного факультета Военной академии имени М. Ф. Фрунзе, из которой был досрочно выпущен из академии в сентябре 1939 года и направлен в штаб Киевского военного округа и назначен на должность старшего помощника начальника 1-го отделения 2-го отдела, после чего принимал участие в ходе похода Красной армии в Западную Украину.
В июле 1940 года переведён на должность инспектора по вузам Киевского военного округа.

### Великая Отечественная война
В июле 1941 года капитан Р. А. Бармаш назначен на должность старшего адъютанта командующего 8-й армией (Северо-Западный фронт), которая отступала из района Риги. В августе назначен на должность начальника оперативного отделения, а затем — начальника штаба 2-й гвардейской стрелковой дивизии народного ополчения Ленинграда, которая с сентября в составе 55-й армии (Ленинградский фронт) вела оборонительные боевые действия Красногвардейска и к юго-западу от Ленинграда.
В октябре 1941 года назначен на должность помощника начальника, а в марте 1942 года — на должность начальника оперативного отдела штаба Невской оперативной группы, которая вела боевые действия в районе Невской Дубровки. В октябре того же года Невская оперативная группа была преобразована в 67-й армии, а подполковник Р. А. Бармаш назначен на должность заместителя начальника оперативного отдела этой же армии и в январе 1943 года принимал участие в ходе операции по прорыву блокады Ленинграда.
В июне 1943 года назначен на должность начальника штаба 124-й стрелковой дивизии, ведшей оборонительные боевые действия в районе Шлиссельбурга и в период с июля по август участвовавшей в ходе в Мгинской наступательной операции, после чего заняла оборонительный рубеж в районе деревни Марьино на синявинском направлении. В январе — феврале 1944 года дивизия в составе 118-го стрелкового корпуса принимала участие в ходе Ленинградско-Новгородской и Новгородско-Лужской наступательных операций и освобождения Мга, а с 7 марта по 2 апреля вела наступательные боевые действия на западном берегу реки Нарва в районе Пукмуру — Метсавахти.
С июля 1944 года 124-я стрелковая дивизия в составе 59-й армии (Ленинградский фронт) принимала участие в ходе Выборгской операции, проводя десантные мероприятия в районе Выборгского залива. В сентябре дивизия была выведена в резерв Ставки Верховного Главнокомандования и в конце декабря передана в состав 39-й армии (3-й Белорусский фронт), после чего принимала участие в ходе Инстербургско-Кеннгсбергской наступательной операции. В период с 13 марта 1945 года, когда командир дивизии генерал-майор М. Д. Папченко попал в госпитале, полковник Р. А. Бармаш исполнял должность командира этой же дивизии, а после возвращения командира 28 марта вернулся на прежнюю должность начальника штаба, после чего принимал участие в ходе Кёнигсбергской и Земландской наступательной операции. В ходе Земландской операции 19 апреля 1945 года назначен на должность начальника штаба 94-го стрелкового корпуса (39-я армия).
В мае 1945 года 94-й стрелковый корпус был передислоцирован на Дальний Восток, где был включён в состав Забайкальского фронта и в ходе Советско-японской войны в период с августа по сентябрь 1945 года принимал участие в боевых действиях в ходе Маньчжурской наступательной операции.

### Послевоенная карьера
После окончания войны находился на прежней должности.
В феврале 1946 года направлен на учёбу в Высшую военную академию имени К. Е. Ворошилова, которую окончил в феврале 1948 года и в сентябре того же года назначен на должность заместителя начальника по учебно-строевой части — начальника учебного отдела Череповецкого пехотного училища, в апреле 1949 года — на должность начальника штаба 29-го стрелкового корпуса (Северо-Кавказский военный округ), а в сентябре 1957 года — на должность начальника военной кафедры Казанского государственного университета.
Полковник Рафаил Аронович Бармаш 8 июня 1959 года вышел в запас. Умер 5 октября того же года в Краснодаре.

## Награды
- Орден Ленина (05.11.1954);
- Четыре ордена Красного Знамени (19.10.1943, 26.11.1944, 07.04.1945, 15.11.1950);
- Орден Суворова 2 степени (31.08.1945);
- Орден Отечественной войны 1 степени (17.02.1944);
- Орден Красной Звезды (03.11.1944);
- Медали[3].